# Мещура
Мещура (коми Мещура) — посёлок в Княжпогостском районе Республики Коми России. Административный центр сельского поселения Мещура.

## История
Мещура была основана в 1930 году как посёлок спецпереселенцев. В 1949 году в посёлке проживало 175 высланных, в числе которых: 51 житель Западной Украины, 39 немцев, 36 «бывших кулаков» и 49 «власовцев». В 1989 году в посёлке проживало 740 человека (380 мужчин и 360 женщин), из которых 63 % составляли русские.

## География
Посёлок находится в западной части Республики Коми, в пределах Вычегодско-Мезенской равнины, на левом берегу реки Ёлвы, на расстоянии примерно 80 километров (по прямой) к северу от города Емвы, административного центра района. Абсолютная высота — 130 метров над уровнем моря.
Климат
Климат характеризуется как умеренно континентальный, с продолжительной умеренно морозной многоснежной зимой и коротким прохладным летом. Среднегодовая температура воздуха составляет −0,6 °С. Средняя температура воздуха самого тёплого месяца (июля) составляет 15,6 °C; самого холодного (января) — −16,2 °C. Среднегодовое количество атмосферных осадков составляет 608 мм.
Часовой пояс
Мещура, как и вся Республика Коми, находится в часовой зоне МСК (московское время). Смещение применяемого времени относительно UTC составляет +3:00.

## Население
| 2010 |
| ---- |
| 297  |

Гендерный состав
По данным Всероссийской переписи населения 2010 года в гендерной структуре населения мужчины составляли 48,8 %, женщины — соответственно 51,2 %.
Национальный состав
Согласно результатам переписи 2002 года, в национальной структуре населения русские составляли 72 % из 428 чел.